# Classe Iouri Ivanov
La Classe Iouri Ivanov  est une classe de navires collecteurs de renseignements russe.

## Opérations

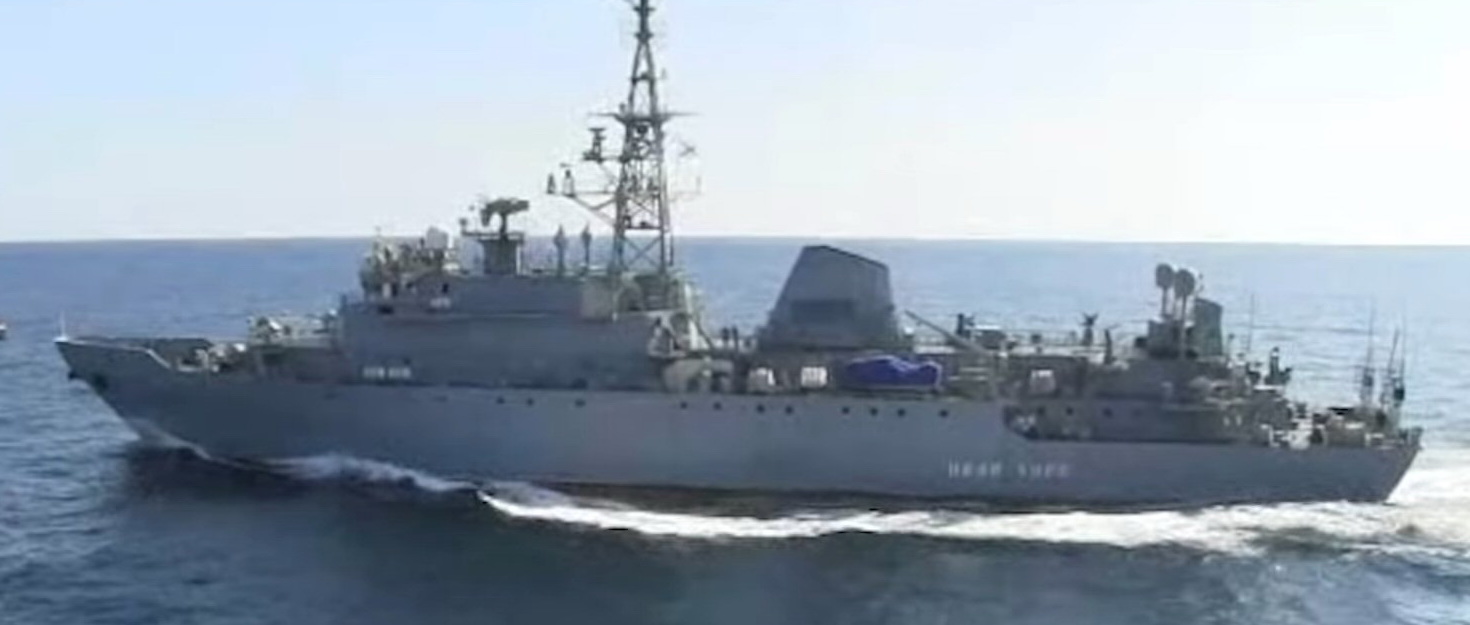
Le Ivan Khours.

Le Ivan Khurs a été attaqué en mai 2023 en Mer Noire et a été obligé de retourner au port de Sébastopol.

## Bâtiments
| Nom          | Constructeur                      | Quille posée le   | Lancement         | Entrée en service | Flotte                 | Statut |
| ------------ | --------------------------------- | ----------------- | ----------------- | ----------------- | ---------------------- | ------ |
| Iouri Ivanov | Severnaïa Verf, Saint-Pétersbourg | 27 décembre 2004  | 30 septembre 2013 | 26 juillet 2015,  | Flotte du Nord         | Actif  |
| Ivan Khurs   | Severnaïa Verf, Saint-Pétersbourg | 14 novembre 2013, | 16 mai 2017       | 25 juin 2018      | Flotte de la mer noire | Actif  |